# Porphyrinia fumosa
Porphyrinia fumosa là một loài bướm đêm trong họ Noctuidae.